# Bernardo Guimarães

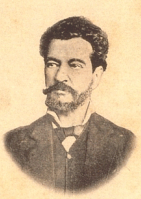
Bernardo Guimarães

Bernardo Guimarães (* 15. August 1825 in Ouro Preto, Minas Gerais, als Bernardo Joaquim da Silva Guimarães; † 10. März 1884 ebenda) war ein brasilianischer Romanautor.
Guimarães’ Themen waren die Sklaverei und ihre Auswirkungen auf die Bevölkerung, so schrieb er 1875 das Anti-Sklaverei-Buch Escrava Isaura, das heute zur Schullektüre Brasiliens gehört und mehrfach verfilmt wurde. Die bekannteste Adaption stammt aus dem Jahre 1976 und wurde als Die Sklavin Isaura 1986 erst in Deutschland, dann international ein großer Erfolg.
Viele seiner Romane wurden als Vorlage für Telenovelas und Spielfilme genommen, so wurden seine Romane O Seminarista und O Garimpeiro ebenfalls verfilmt.